# Monoaminski neurotransmiter
Monoaminski neurotransmiteri su neurotransmiteri i neuromodulatori koji sadrže jednu amino grupu koja je povezana sa aromatičnim prstenom preko dvougljeničnog lanca. Svi monoamini su izvedeni iz aromatičnih aminokiselina poput fenilalanina, tirozina, triptofana, i tiroidnih hormona dejstvom enzima aromatična aminokiselinska dekarboksilaza.

## Primeri
- Histamin (His/H je Diamin)
- Kateholamini:
  - Dopamin (DA)
  - Noradrenalin (NA) (Norepinefrin, NE)
  - Adrenalin (Epinefrin)
- Triptamini:
  - Serotonin (5-HT)
  - Melatonin
- Trag amini:
  - β-Feniletilamin (PEA, β-)
  - Tiramin
  - Triptamin
  - Oktopamin
  - 3-Jodotironamin
  - Tironamini, grupa jedinjenja izvedenih iz tiroidnih hormona

## Spoljašnje veze
- Biogenic+monoamines на 